# Saison 7 d'Engrenages
Chronologie
Saison 6 Saison 8
Cet article présente le guide des épisodes de la septième saison de la série télévisée française Engrenages.
Le tournage a commencé le 19 janvier 2018. Ils seront réalisés pour moitié par Frédéric Jardin (épisodes 1 à 6) et Jean-Philippe Amar (épisodes 7 à 12). Le tournage a duré sept mois, le thème de la saison est les réseaux financiers occultes à partir d'un double meurtre dans un restaurant chinois du 13e arrondissement de Paris. La saison est dédiée à la mémoire du producteur Alain Clert, mort le 29 mai 2018 à l'âge de 76 ans, et père de la créatrice d'Engrenages, Alexandra Clert, ancienne avocate pénaliste.

## Résumé de la saison 7
Gilles Escoffier et son équipe se rendent dans un restaurant chinois où un double meurtre vient d'avoir lieu. L'une des deux victimes n'est autre que le commissaire Herville. L'enquête va se révéler difficile et plonger nos policiers dans les milieux opaques du blanchiment d'argent. Laure Berthaud, en arrêt maladie, revient cependant épauler Gilles. Joséphine Karlsson, emprisonnée pour la tentative de meurtre sur son violeur, Jean-Étienne Vern, va se faire assister par maître Éric Edelman qui va déployer tout son talent pour la sortir de prison.

## Personnages principaux
- Caroline Proust : commandant Laure Berthaud
- Thierry Godard : commandant Gilles « Gilou » Escoffier
- Tewfik Jallab : Ali Amrani
- Philippe Duclos : juge François Roban
- Audrey Fleurot : maître Joséphine Karlsson

## Personnages réguliers
- Bruno Debrandt : commissaire Vincent Brémont
- Nicolas Briançon : commissaire Herville
- Valentin Merlet : Arnaud Beckriche
- Alban Casterman : juge Wagner
- Louis-Do de Lencquesaing : maître Éric Edelman
- Hervé Rey : Didier, greffier du juge Roban
- Fred Bianconi : lieutenant Luc « Tintin » Fromentin

## Personnages récurrents
- Isabelle Candelier : le médecin d'hôpital
- Catherine Baugué : madame Adler, la directrice d'hôpital
- Robert Plagnol : le directeur de la prison
- Émilie Gavois-Kahn : la matone
- Cyril Lecomte : David Cann
- Isabel Aimé Gonzalez Sola : Lola
- Mathilde Warnier : Soizic
- Mikaël Fitoussi : Oury Mazouz

## Épisode 1
- Titre original : Épisode 1
- Numéros : 701
- Scénariste(s) : Marine Francou
- Réalisateur(s) : Frédéric Jardin
- Diffusion(s) : 
  -  France : 4 février 2019 sur Canal+
  -  Royaume-Uni : 12 octobre 2019 sur BBC4
- Résumé :

## Épisode 2
- Titre original : Épisode 2
- Numéros : 702
- Scénariste(s) : Marine Francou
- Réalisateur(s) : Frédéric Jardin
- Diffusion(s) : 
  -  France : 4 février 2019 sur Canal+
  -  Royaume-Uni : 12 octobre 2019 sur BBC4
- Résumé :

## Épisode 3
- Titre original : Épisode 3
- Numéros : 703
- Scénariste(s) : Marine Francou
- Réalisateur(s) : Frédéric Jardin
- Diffusion(s) : 
  -  France : 11 février 2019 sur Canal+
  -  Royaume-Uni : 19 octobre 2019 sur BBC4
- Résumé :

## Épisode 4
- Titre original : Épisode 4
- Numéros : 704
- Scénariste(s) : Marine Francou
- Réalisateur(s) : Frédéric Jardin
- Diffusion(s) : 
  -  France : 11 février 2019 sur Canal+
  -  Royaume-Uni : 19 octobre 2019 sur BBC4
- Résumé :

## Épisode 5
- Titre original : Épisode 5
- Numéros : 705
- Scénariste(s) : Marine Francou
- Réalisateur(s) : Frédéric Jardin
- Diffusion(s) : 
  -  France : 18 février 2019 sur Canal+
  -  Royaume-Uni : 26 octobre 2019 sur BBC4
- Résumé :

## Épisode 6
- Titre original : Épisode 6
- Numéros : 706
- Scénariste(s) : Marine Francou
- Réalisateur(s) : Frédéric Jardin
- Diffusion(s) : 
  -  France : 18 février 2019 sur Canal+
  -  Royaume-Uni : 26 octobre 2019 sur BBC4
- Résumé :

## Épisode 7
- Titre original : Épisode 7
- Numéros : 707
- Scénariste(s) : Marine Francou
- Réalisateur(s) : Jean-Philippe Amar
- Diffusion(s) : 
  -  France : 25 février 2019 sur Canal+
  -  Royaume-Uni : 2 novembre 2019 sur BBC4
- Résumé :

## Épisode 8
- Titre original : Épisode 8
- Numéros : 708
- Scénariste(s) : Marine Francou
- Réalisateur(s) : Jean-Philippe Amar
- Diffusion(s) : 
  -  France : 25 février 2019 sur Canal+
  -  Royaume-Uni : 2 novembre 2019 sur BBC4
- Résumé :

## Épisode 9
- Titre original : Épisode 9
- Numéros : 709
- Scénariste(s) : Marine Francou
- Réalisateur(s) : Jean-Philippe Amar
- Diffusion(s) : 
  -  France : 4 mars 2019 sur Canal+
  -  Royaume-Uni : 9 novembre 2019 sur BBC4
- Résumé :

## Épisode 10
- Titre original : Épisode 10
- Numéros : 710
- Scénariste(s) : Marine Francou
- Réalisateur(s) : Jean-Philippe Amar
- Diffusion(s) : 
  -  France : 4 mars 2019 sur Canal+
  -  Royaume-Uni : 9 novembre 2019 sur BBC4
- Résumé :

## Épisode 11
- Titre original : Épisode 11
- Numéros : 711
- Scénariste(s) : Marine Francou
- Réalisateur(s) : Jean-Philippe Amar
- Diffusion(s) : 
  -  France : 11 mars 2019 sur Canal+
  -  Royaume-Uni : 16 novembre 2019 sur BBC4
- Résumé :

## Épisode 12
- Titre original : Épisode 12
- Numéros : 712
- Scénariste(s) : Marine Francou
- Réalisateur(s) : Jean-Philippe Amar
- Diffusion(s) : 
  -  France : 11 mars 2019 sur Canal+
  -  Royaume-Uni : 16 novembre 2019 sur BBC4
- Résumé :